# Fort Smith (Arkansas)
Fort Smith – miasto w Stanach Zjednoczonych, w zachodniej części stanu Arkansas, nad rzeką Arkansas, u podnóża wyżyny Ozark Fort. Według spisu w 2020 roku liczy 89,1 tys. mieszkańców i jest trzecim co do wielkości miastem stanu.
W mieście znajduje się port lotniczy Fort Smith i baza lotnicza Ebbing – centrum szkoleniowe dla zagranicznych nabywców samolotu Lockheed Martin F-35 Lightning II.

## Demografia
62,8% mieszkańców Fort Smith stanowi ludność biała (59,1% nie licząc Latynosów), 8,8% to ludność czarna lub Afroamerykanie, 6,1% to Azjaci, 7,3% było rasy mieszanej i 1,2% to rdzenna ludność Ameryki. Latynosi stanowią 19,6% ludności miasta.

## Gospodarka
Jest jednym z wiodących miast produkcyjnych w stanie, produkującym urządzenia chłodnicze, silniki elektryczne, meble, sprzęt grzewczy i klimatyzacyjny, oraz przetworzony drób.

## Religia
W obszarze metropolitalnym Fort Smith dominują protestanci, z dużym odsetkiem baptystów (30%), zielonoświątkowców (6,4%), metodystów (5,8%) i innych kościołów ewangelikalnych. W Kościele katolickim członkostwo deklaruje 5,1% osób i 1,4% to mormoni. Inne grupy religijne mają mniej niż 1% osób, w tym: świadkowie Jehowy, buddyści i muzułmanie.

## Urodzeni w Fort Smith
- Rudy Ray Moore(inne języki) (1927–2008) – piosenkarz, aktor i producent filmowy[6]
- Scotty Robertson(inne języki) (1930–2011) – trener koszykówki
- Anne W. Patterson(inne języki) (ur. 1949) – dyplomatka, oficer służby zagranicznej
- Jahlil Okafor (ur. 1995) – koszykarz
- Marilyn Lloyd(inne języki) (1929–2018) – polityk i bizneswoman